# Ибертиога
Ибертиога (порт. Ibertioga) — муниципалитет в Бразилии, входит в штат Минас-Жерайс. Составная часть мезорегиона Кампу-дас-Вертентис. Входит в экономико-статистический микрорегион Барбасена. Население составляет 5351 человек на 2006 год. Занимает площадь 353,506 км². Плотность населения — 15,1 чел./км².

## История
Город основан 30 декабря 1962 года.

## Статистика
- Валовой внутренний продукт на 2007 год составляет 14 825 346,00 реалов (данные: Бразильский институт географии и статистики).
- Валовой внутренний продукт на душу населения на 2007 год составляет 2821,73 реалов (данные: Бразильский институт географии и статистики).
- Индекс развития человеческого потенциала на 2007 год составляет 0,712 (данные: Программа развития ООН).